# الرقيطة
الرقيطة قرية وبلدية في منطقة حماة التابعة لمحافظة حماة في سورية. تقع خارج مدينة حماة باتجاه الجنوب الغربي على مسافة 2 كم على طريق عام حماة ـ كفر بهم.
أحدثت بلدية الرقيطة بتاريخ 2008/7/20 وتم المباشرة بالإحداث بتاريخ 2009/1/19.
وقرية الرقيطة مخدمة بشبكة طرق وصرف صحي وأطاريف وشبكة هاتف بنسبة 90% ويوجد في القرية مستوصف ومدرسة مرحلة أولى وثانية.
تقوم بلدية الرقيطة بتقديم خدمات نظافة للقرية والقرى والمزارع التابعة لها وهي في طور إعداد المخططات التنظيمية لقرية مقطع الحجر + مزرعة الفرا.